# Hong Chul
Hong Chul (hangul: 홍철), född 17 september 1990 i Hwaseong, är en sydkoreansk fotbollsspelare som spelar för Daegu FC. Han reprsenterar även Sydkoreas landslag. Tidigare spelade han för Seongnam Ilhwa Chunma där han var med och vann AFC Champions League år 2010.